# 阿德斯汀·諾曼

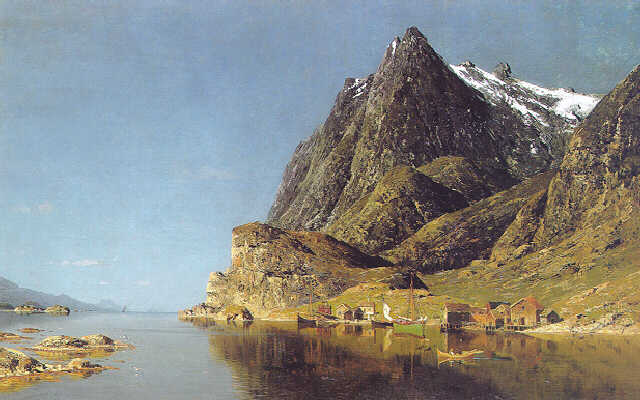
《峽灣景色》

艾萊特·阿德斯汀·諾曼（挪威語：Eilert Adelsteen Normann，1848年5月1日—1918年12月26日）是一名挪威畫家，曾在柏林工作。他是一位著名的挪威風景畫家。諾曼是邀請愛德華·孟克到柏林的藝術家，蒙克在柏林繪製了《吶喊》。諾曼的峽灣畫使挪威峽灣成為更受歡迎的旅遊景點。

## 生平
諾曼於1848年出生在挪威博丹。他於1869年至1872年在杜塞道夫藝術學院學習，他的繪畫屬於杜塞道夫畫派。他曾師從愛沙尼亞畫家尤金·杜克。他的畫作幾乎都是風景畫，而且無一例外都是挪威峽灣的風景畫，他將水與小房子、小船和陡峭的山坡融為一體。
從1883年開始，諾曼常駐柏林。1890年代初，諾曼向旅館老闆出售自己的畫作，生意很好。當他的同胞愛德華·孟克的作品在克里斯蒂安尼亞展出時，諾曼看到了他的作品，於是他寫信給蒙克，詢問他是否願意在柏林展出自己的作品。蒙克深受感動，於1892年10月20日收拾展覽品前往柏林，並在那裡與諾曼結識。蒙克的作品在展覽中展出，引起了軒然大波，柏林的畫家們分裂成兩個團體 (人們懷疑諾曼邀請蒙克的根本原因就是為了造成這次分裂）。
諾曼曾在奧斯陸、柏林、倫敦、維也納、杜塞道夫、慕尼黑和巴黎舉辦展覽。雖然從1883年起就常駐德國，但他每年夏天都會返回挪威。諾曼和漢斯·達爾在巴勒斯特蘭附近都有一座裝飾華麗的大型木製別墅，他們經常在那裡舉行宴會。他的「龍式」別墅是1891年購買的，和許多挪威房屋一樣，是用特隆赫姆提供的預製套件建造的。這棟房子一直由他的繼承人居住到1934年。
早在1882年，諾曼就在著名的巴黎沙龍展出作品。他的畫作在1884年獲得「榮譽獎」，1889年獲得銅獎。據推測，他的峽灣繪畫作品為挪威峽灣成為熱門旅遊景點做出了貢獻。
諾曼於1918年12月26日在克里斯蒂安尼亞逝世，享年70歲，當時正值西班牙流感全球大流行。他的骨灰盒被安置在柏林附近斯坦斯多夫西南公墓的挪威風格小教堂中。

## 影響
諾曼的畫作在卑爾根、波士頓、辛辛那提、科隆、德勒斯登、利茲、利物浦和斯德哥爾摩的畫廊展出。2010年，在諾曼的出生地有一個專門的畫廊，裡面有他的30幅畫作。

## 部分作品

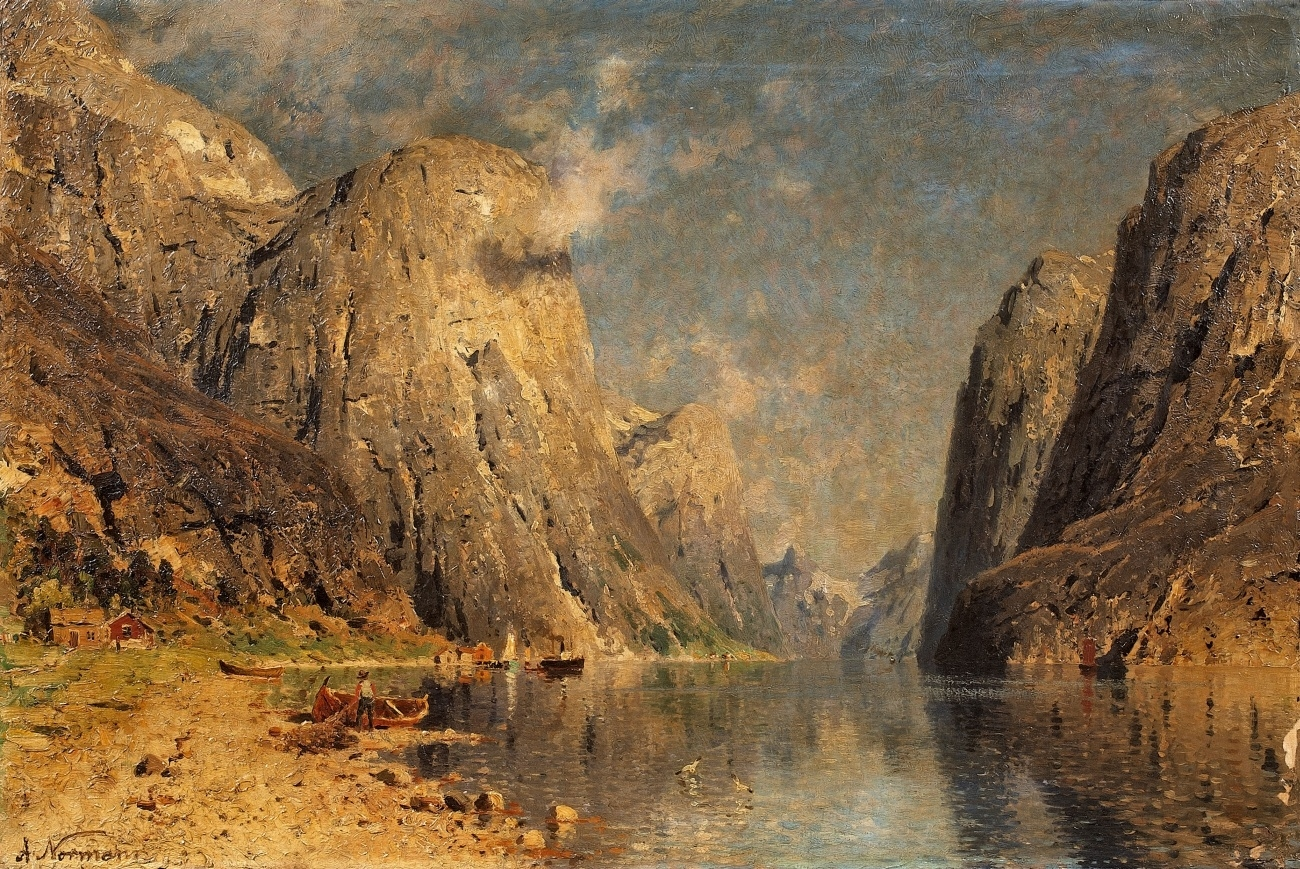
《松恩峽灣》
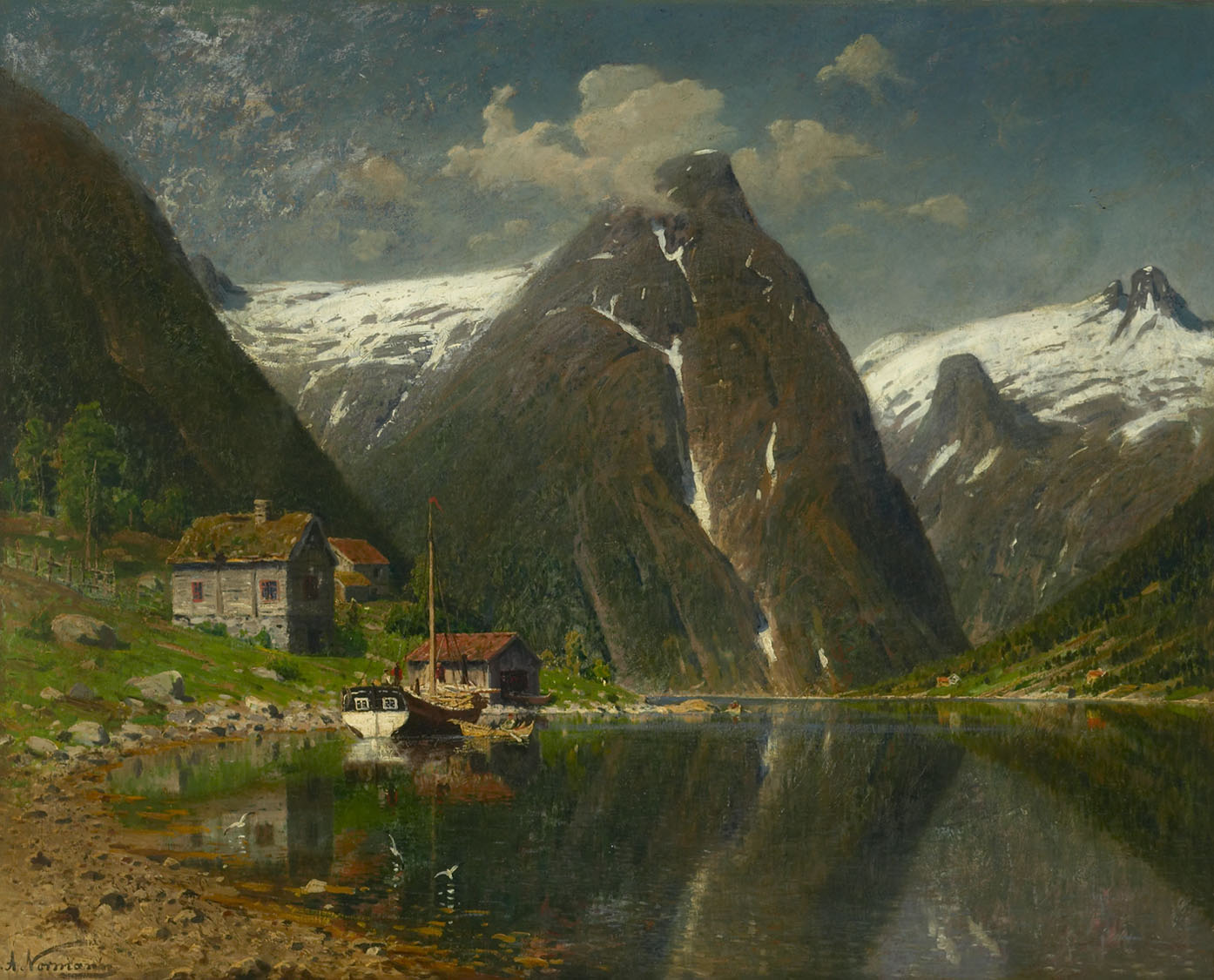
《埃塞峽灣（英语：Esefjord）農場》
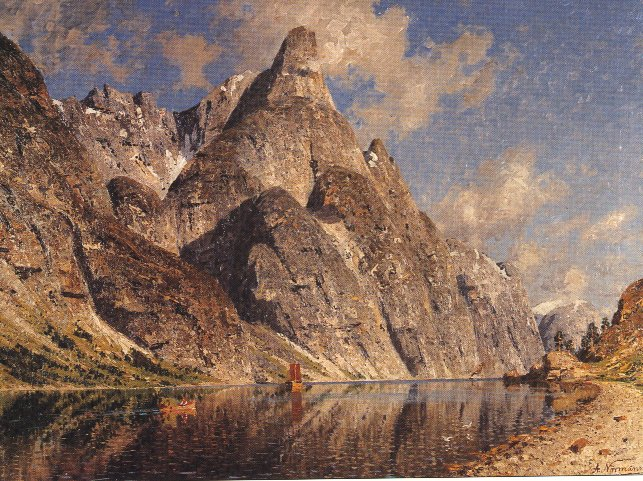
《西奧倫群島附近的羅弗敦特羅爾峽灣（英语：Trollfjord）》

## 外部連結
- . . 1905.